# Macroscelides micus
Macroscelides micus és una espècie de mamífer de l'ordre de les musaranyes elefant. És endèmica del nord-oest de Namíbia. Fou descrita per primera vegada el 2014. Amb una llargada d'uns 19 cm i un pes de menys de 28 g, es tracta de la musaranya elefant més petita que es coneix.

## Taxonomia
L'espècie fou descoberta després d'una sèrie d'estudis morfològics d'exemplars conservats a l'Acadèmia de les Ciències de Califòrnia, a San Francisco. Els científics observaren que alguns espècimens tenien el pelatge d'una suau tonalitat rovellada, diferent del color de pèl de les altres espècies de musaranyes elefant conegudes aleshores. Entre el gener del 2005 i l'agost del 2011, els zoòlegs en capturaren 21 exemplars a Namíbia i els analitzaren. Finalment, els classificaren com a nova espècie, basant-se en estudis filogenètics del citocrom b mitocondrial i les molècules d'ARN 12S.